# St. Wilhelm (Berlin)
Die römisch-katholische St.-Wilhelm-Kirche im Berliner Ortsteil Wilhelmstadt (Bezirk Spandau) wurde 1963–1965 nach Plänen von Ulrich Craemer erbaut. Der Stahlbeton-Skelettbau erhebt sich über dem Gemeindezentrum, das unter der Straßenoberfläche liegt. Die Kirche mit dem Patrozinium des hl. Wilhelm von Aquitanien steht unter Denkmalschutz. Sie gehört seit der 1. Januar 2023 zur da gegründeten Pfarrei St. Johannes der Täufer – Spandau-Südwest im Erzbistum Berlin.

## Geschichte
In Folge der Erweiterung Spandaus um die wilhelminische Vorstadt war 1910 bereits die Kirche Maria, Hilfe der Christen erbaut worden, weil die Kirche St. Marien am Behnitz in der Altstadt Spandau für die wachsende Gemeinde zu klein geworden war. In den 1920er Jahren, als zur Marien-Gemeinde 12.000 Mitglieder gehörten, erwies es sich als notwendig, eine Filialkirche zu errichten. Das Kirchengrundstück an der Weißenburger Straße, eine ehemalige Kiesgrube, wurde 1929 erworben. Dort entstand 1935 die erste Wilhelm-Kirche mit 160 Plätzen in heimatlichen Formen märkischer Dorfkirchen nach einem Entwurf von Carl Kühn. Diese einfache Saalkirche mit dem tief herabgezogenen Satteldach stand bis 1963, dann wurde sie zugunsten der neuen Kirche abgerissen. 1943 bekam die Gemeinde den ersten Seelsorger. 1952 wurde St. Wilhelm selbstständige Kuratie, ein Jahr darauf Pfarrei.
Die Pfarrei St. Wilhelm bildete seit 2004 nach Fusion mit der Nachbarpfarrei St. Maximilian Kolbe die Pfarrei St. Wilhelm & St. Maximilian Kolbe. Seit 2018 bildete sie mit den Nachbargemeinden St. Markus und Mariä Himmelfahrt (Berlin-Kladow) den Pastoralen Raum Spandau-Süd, der am 1. Januar 2023 zur Pfarrei St. Johannes der Täufer – Spandau-Südwest fusionierte.

## Baubeschreibung

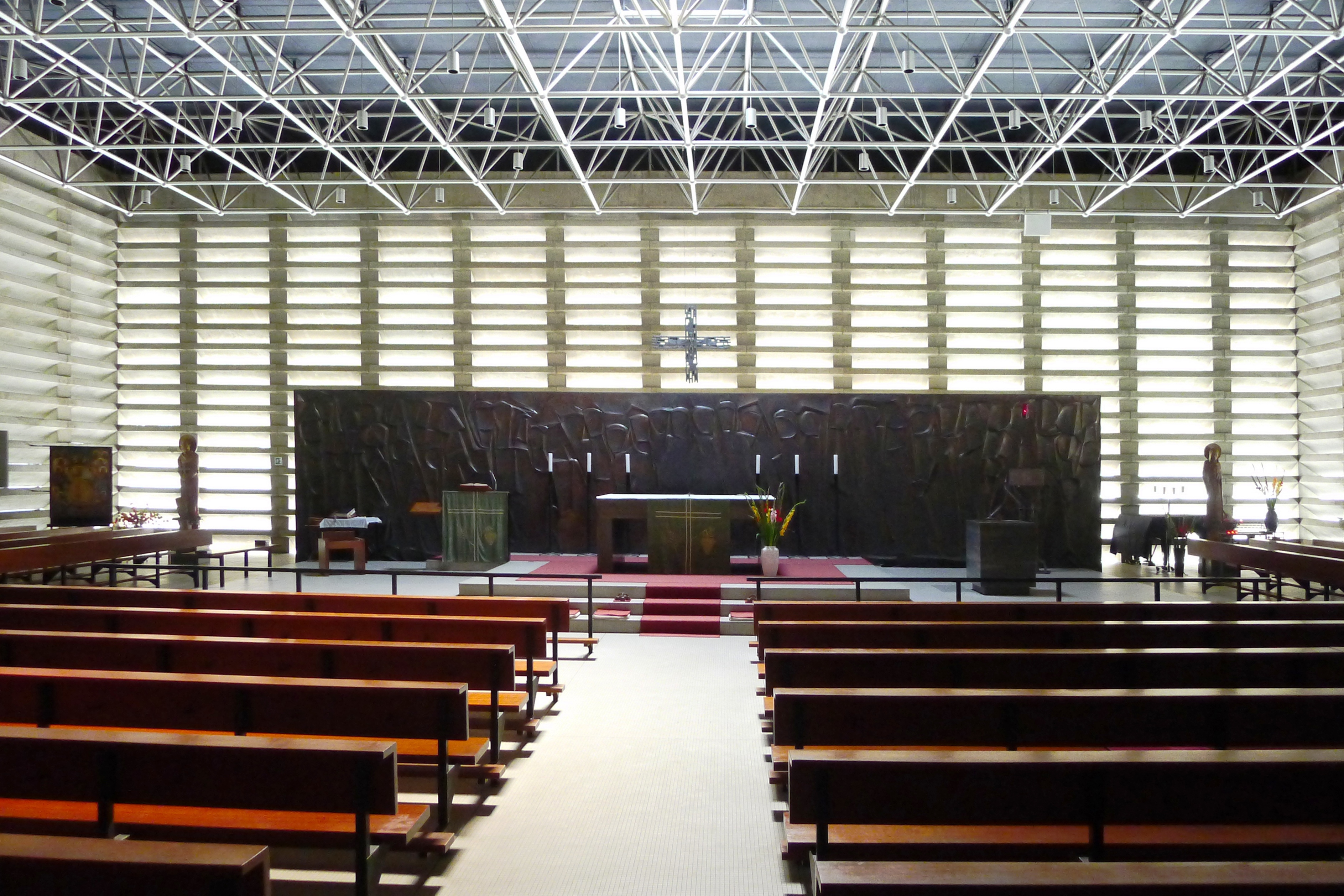
Innenraum

Wegen des ungünstigen Bauplatzes auf einem stark abgesenkten Grundstück konnten bei einem Architektenwettbewerb mehrere Bewerber keine geeigneten Entwürfe vorlegen. Ulrich Craemer plante die Kirche auf Stützen, auf denen eine erdgeschossige flache Plattform aufruht. Im unteren Geschoss sind Gemeinderäume untergebracht.
Die Formen der Kirche nahmen die Liturgiereform des Zweiten Vatikanischen Konzils vorweg. Der Kirchenraum soll die aktive Teilhabe der Gemeinde an der Liturgie zum Ausdruck bringen. Der Hauptbau ist ein Quader auf quadratischem Grundriss, ein Skelettbau aus Stahlbeton. Die große, relativ flache Altarinsel ragt weit in den Innenraum hinein und ist auf drei Seiten von den Bänken des Kirchengestühls umgeben. Auf allen vier Seiten bestehen die Wände des Kirchenschiffs aus einem Betongerüst, das außen, unterhalb der Attika und oberhalb eines Sockels, mit einer Fassade aus querrechteckigen Aluminium-Rahmenfenstern mit Zweischeiben-Isolierglas versehen ist. Innen sind die Stützen mit Betonlamellen ausgefacht, die für ein abgeschattetes Licht sorgen. Das Flachdach wird von einem innen sichtbaren Flächentragwerk aus Oktaplatten gebildet.
Auf der Altarinsel stehen der Tabernakel, das Taufbecken, ein Ambo und die Osterleuchter. Hinter der Altarinsel steht eine breite kupferne Reliefwand, sie stellt die Zuhörer der Bergpredigt dar. Dahinter befindet sich im Kirchenraum selbst die Sakristei.
Der nördlich vor der Kirche frei stehende Kirchturm besteht aus vier diagonal zueinander stehenden Stahlbetonscheiben auf quadratischem Grundriss. Sie tragen auf 23 m Höhe eine fast völlig geschlossene Glockenstube.

## Orgel

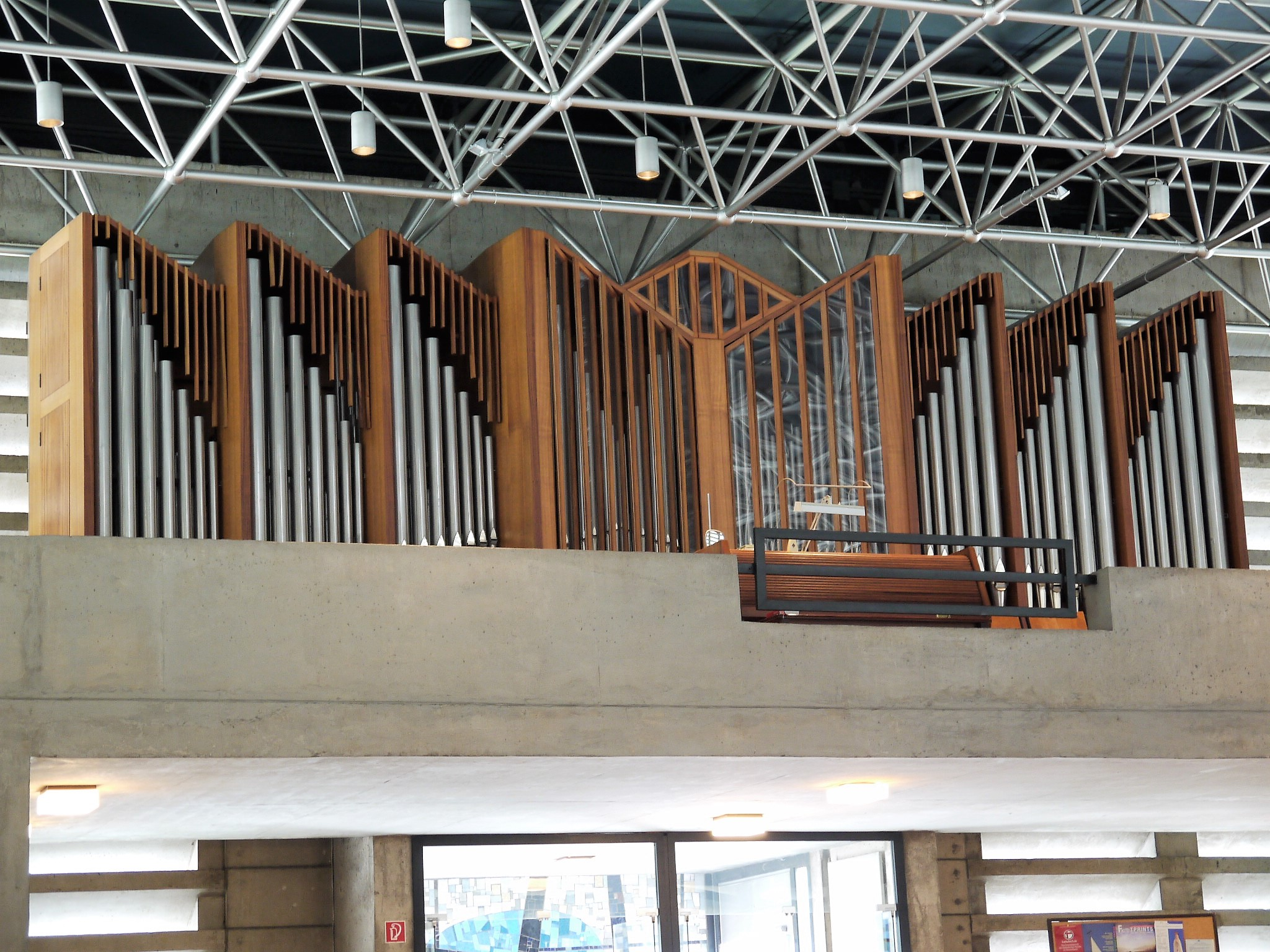
Orgel

Die Orgel in St. Wilhelm wurde von der Orgelbauwerkstatt Eisenbarth in Passau gebaut und im Dezember 1979 fertiggestellt. Sie hat 32 Register auf zwei Manualen und Pedal. Das Manual I dient als Koppelmanual. Die Orgel besitzt Schleifladen und mechanische Traktur, das Registrierwerk ist elektrisch. Die Disposition wurde von Eckhard von Garnier erstellt.
| Hauptwerk, Manual II C–c4      |                |  |
| Praestant                      | 08′            |  |
| Rohrflöte                      | 08′            |  |
| Viol di Gamba nach Hildebrandt | 08′            |  |
| Oktave                         | 04′            |  |
| Flûte Traversière              | 04′            |  |
| Rohrpfeife                     | 02′            |  |
| Larigot                        | 01 ⁄3′         |  |
| Sesquialtera II                | 02 ⁄3′, 1 3⁄5′ |  |
| Mixtur V–VII                   |                |  |
| Dulcian Cromorne               | 16′            |  |
| Trompete                       | 08′            |  |
| Tremulant                      |                |  |

| Schwellwerk, Manual III C–c4 |           |  |
| Gemshorn                     | 16′       |  |
| Holzgedackt                  | 08′       |  |
| Salicional                   | 08′       |  |
| Unda maris                   | 08′ ab c0 |  |
| Harfenprinzipal              | 04′       |  |
| Flûte douce                  | 04′       |  |
| Geigenprinzipal              | 02′       |  |
| Spitzflöte                   | 01 3⁄5′   |  |
| Ottavino                     | 01′       |  |
| Obertöne V                   |           |  |
| Scharff V                    | 01′       |  |
| Hautbois                     | 08′       |  |
| Vox humana nach Gabler       | 04′       |  |
| Tremulant                    |           |  |

| Pedal C–g1      |        |  |
| Untersatz       | 16′    |  |
| Zartbass        | 16′    |  |
| Prinzipalbass   | 08′    |  |
| Koppelflöte     | 08′    |  |
| Flötenprinzipal | 04′    |  |
| Hintersatz VI   | 02 ⁄3′ |  |
| Bombarde        | 16′    |  |
| Horn            | 08′    |  |
| Trompete        | 02′    |  |
| Tremulant       |        |  |

- Spielhilfen: 4 freie Kombinationen, 1 Pedalkombination, Zungeneinzelabsteller
- Koppeln:  II/P, III/P

## Glocken
Im Turm hängt ein Geläut aus drei Bronzeglocken, das 1965 von Friedrich Wilhelm Schilling gegossen wurde.
| Schlagton | Gewicht (kg) | Durchmesser (cm) | Höhe (cm) | Inschrift     |
| --------- | ------------ | ---------------- | --------- | ------------- |
| f'        | 1017         | 115              | 97        | CHRISTUS REX  |
| as'       | 0600         | 097              | 81        | ST. MARIA     |
| b'        | 0408         | 085              | 70        | ST. GULIELMUS |